# Kewatsana
Kewatsana, izumrla banda Comanche Indijanaca iz Teksasa. Spominje ih Mooney (1896) u 14th Rep. B.A.E., 1045,  a njihovo ime na popisima imaju i Hodge i Swanton. Ime im dolazi od Kewátsăna= “no ribs”.